# ブリストル ブルドッグ
ブルドッグ
駐機中のブルドッグ Mk.IIA K1080号機
(1930年撮影)
- 用途：戦闘機
- 分類：戦闘機
- 設計者：フランク・サウター・バーンウェル
- 製造者：ブリストル・エアロプレイン社
- 運用者

  -     -  イギリス空軍
    -  フィンランド空軍
    -  スウェーデン空軍　ほか
- 初飛行：1927年5月17日[1]
- 生産数：443機
- 生産開始：1928年
- 運用開始：1929年[1]
- 退役：1937年
- 運用状況：退役

ブルドッグ（Bristol Bulldog ）は、イギリスのブリストル社が開発し、イギリス空軍などで運用された複葉戦闘機。
第一次世界大戦と第二次世界大戦の間に就役したイギリス製航空機の内で、最も有名な機体の一つである。イギリス本国以外でも、オーストラリア、フィンランド、スウェーデン等に輸出された。一部の国では、第二次世界大戦開戦時においても部隊配属されていた。

## 開発
ブルドッグは1926年にイギリス空軍から出された単座戦闘機の仕様F.9/26に従って開発された機体で、初飛行は1927年5月17日に行った。全般的に優れた機体だったが、整備が容易である点が特に評価されて1928年から量産が開始された。

## 運用
1930年代の初期のイギリス空軍においては、本機は主力戦闘機として多くの部隊に配属された。約440機が生産されたが、1937年にハリケーンと交替しイギリス空軍からは退役した。
ブルドッグは又、多くの国に輸出された。本機を運用した主な国は、オーストラリア、フィンランド、スウェーデン、ラトビアである。この内、フィンランドにおいては、既に旧式機となっていながら対ソ連軍の戦闘に使用され、I-16やSB-2M-100相手に戦果をあげることもあった。
また、日本でも中島飛行機が本機を2機購入し、新型艦上戦闘機開発（のちの九〇式艦上戦闘機）のための参考資料として利用した。その後の1930年、中島は開発が難航していたNC型戦闘機の代替として陸軍向けにブルドッグの国産化を計画し、翼などの一部設計を変更した「中島式ブルドッグ戦闘機」2機を試験的にライセンス生産したが、国産部品の強度が不足していたことや、NCの開発が進展したことなどから審査に至らず終わった。残された試作機は、1932年頃に海軍に献納されて研究機材として用いられた。

## 諸元
ブルドッグMk.III
- 全長：7.54 m[2]
- 全幅：10.36 m[2]
- 全高：2.66 m
- 翼面積：27.6 m2
- 全備重量：1,475 kg

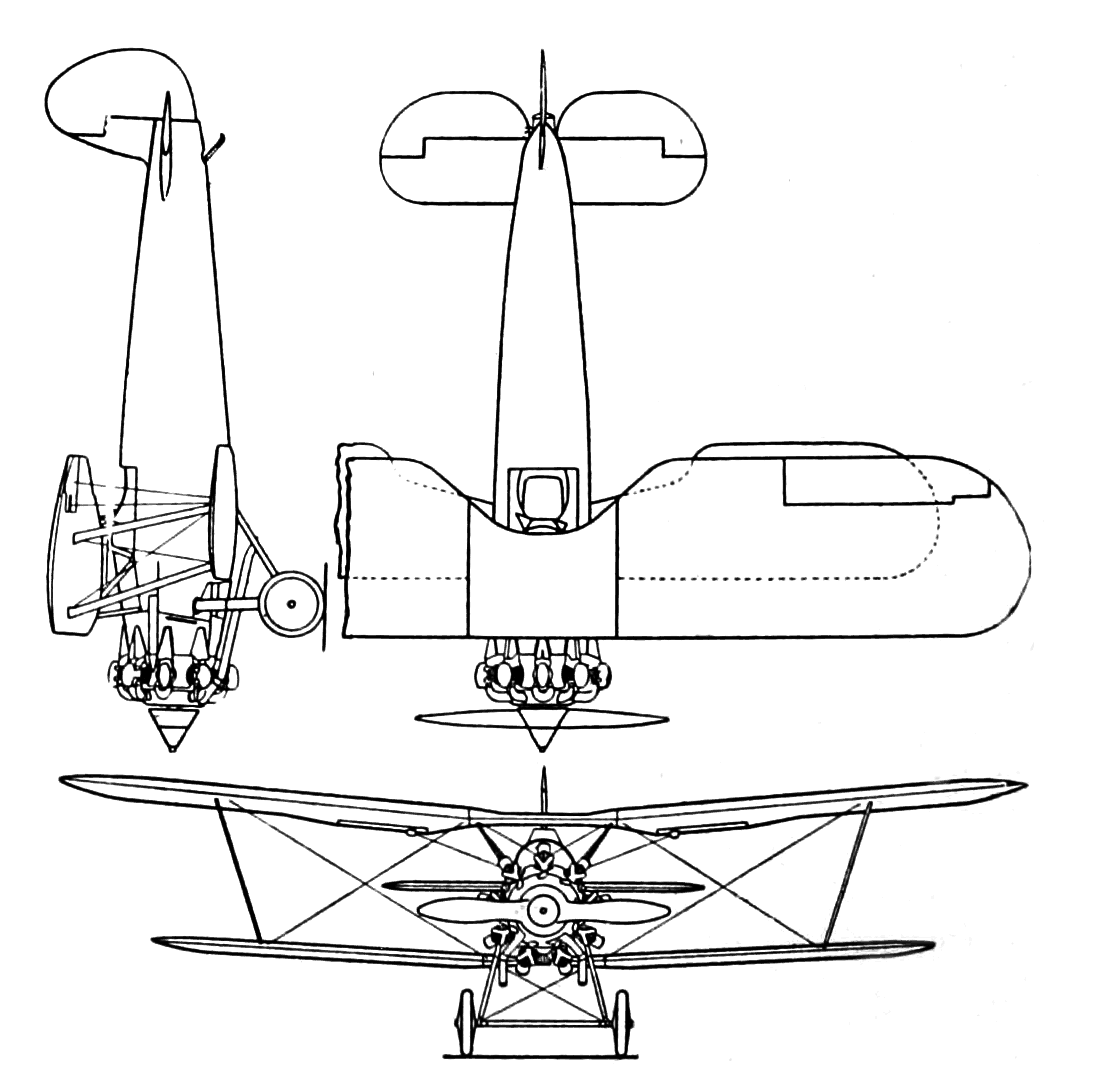
ブルドッグ Mk.III 三面図

- エンジン： ブリストル ジュピターV2F 498hp × 1[2]
- 最大速度：300 km/h[2]
- 実用上限高度：6,500 m
- 武装
  - ヴィッカース7.7mm機関銃 × 2
  - 9kg爆弾 × 4
- 乗員 1名

## 現存する機体
| 型名   | 番号        | 機体写真 | 所在地                    | 所有者                       | 公開状況 | 状態     | 備考                                               |
| ------ | ----------- | -------- | ------------------------- | ---------------------------- | -------- | -------- | -------------------------------------------------- |
| Mk.IIA | G-ABBB 7446 |          | イギリス ロンドン         | イギリス空軍博物館ロンドン館 | 公開     | 静態展示 | ブリストル社が試験や展示飛行用に所有していた機体。 |
| Mk.IVA | BU-59       | 写真     | フィンランド 中央スオミ県 | ハリンポルッティ航空博物館   | 公開     | 静態展示 |                                                    |